# 120481 Johannwalter
120481 Johannwalter è un asteroide della fascia principale. Scoperto nel 1992, presenta un'orbita caratterizzata da un semiasse maggiore pari a 2,4018610 UA e da un'eccentricità di 0,1981901, inclinata di 2,12409° rispetto all'eclittica.
L'asteroide è dedicato al compositore tedesco Johann Walter.